# سعدون بن منصور السعدون
سعدون باشا السعدون الشبيبي (1854-1911م) أمير اتحاد قبائل المنتفق العراقية رغم أن الحكومة العثمانية لم تعترف بمشيخته، وهو ابن الشيخ منصور باشا السعدون. ظهر نشاطه السياسي سنة 1891 بعد أن حوّلت الدولةُ العثمانيةُ لواء المنتفق إلى أقضية ونواح، حاول إعادة سلطة آل سعدون، وتوسط بين الحكومة العثمانية وعشائر المياح فمنحته الدولة رتبة أمير الأمراء (باشا) سنة 1879، اختلف مع والي بغداد تقي الدين باشا فانطلق إلى البادية ودانت له أكثر العشائر الضاربة بين النجف حتى الكويت أغار على قبائل شمر وحارب عبد العزيز ال رشيد في حائل سنة 1899، حيث عجزت القوات العثمانية عن منازلته واتخذ مقامه في منطقة بر الشامية ثم اتخذ جنوب الكويت مقراً له وشن الغارات على اطراف البصرة والناصرية عفا عنه السلطان عبد الحميد الثاني سنة 1904 واسند اليه لقب (مصلح الفرات) وقد اتخذ سعدون باشا منطقة تدعى (شط الكار) وهي منطقة وسطية بين الناصرية والسماوة ونهر الفرات مكاناً له فارضاً بها هيبته على جميع العشائر الممتد نشاطها من هيت إلى الكويت. فكانت سطوته لها هيبة عظمى بين الاعراب في البادية فنفوذه ممتد من بادية الشامية حتى شمال جزيرة العرب وعلى حدود وادي حوران في بادية الشام. تنازع من أجل إعادة سلطة آل السعدون مع الدولة العثمانية حتى سنة 1908م حين سيطر الاتحاديون على حكم الدولة العثمانية فأيّدهم سعدون ووثقت به الدولة وأسندت إليه منصب جباية الضرائب في لواء المنتفق ومنحته لقب "مصلح الغرّاف" ثم منحه والي بغداد ناظم باشا صلاحيات واسعة.

## بدايته
ولد الشيخ سعدون سنة 1270هـ/1854م، وأمه إسمها «لطيفة» من آل سبتي الشبيبي، وأبوه منصور بن راشد السعدون شيخ قبائل المنتفق. وعندما اضطر أبوه الشيخ منصور باشا الانتقال إلى بغداد بعد عزله في ديسمبر 1865م أخذ الصبي معه، فدرس الفتى في مكاتب الحكومة يدرس مبادئ اللغة التركية، غير أن أحد الطلبة هزأ به وبقومه فانقطع عن التردد إلى المكتب. وقد وصفه الكرملي بأنه مربوع القامة، نحيف البدن، أسمر اللون وله عينان سوداوان متوسط الأنف، شعره حالك، وفي أواخر أيامه كام يخضب شعره بالأسود. وعقاله من نوع أبي الضبات. وكان يحسن العربية قراءة وكتابة، ويحسن شيئا من التركية، وعرف عنه التدين وكان مالكي المذهب.

### صفاته
لا يختلف إثنان على أن سعدون المنصور كان متمردًا من نوع متميز. وحالة التمرد التي عاشها لم يستطع أن يوظفها أو يوظف امكاناتها الإيجابية نحو فعل مؤسسي، بل أخذت تلك الصفة شكلا أقرب إلى العدوانية والعنف والقسوة، حتى مع أقرب الناس إليه. وتلك الميزة أضعفته وأضعفت جهوده وقدراته، ومكنت الآخرين من التمرد عليه وعدم طاعته. حتى آل الأمر أن يلقي العثمانيين القبض عليه في البصرة ويساق إلى حلب التي مات فيها بطريقة مشبوهة، وأكثر التقديرات تشير إلى  موته تسممًا.
أما بدايته فكانت في سنة 1297هـ/1879م عندما نهبت عشيرة المياح باخرة نهرية تتبع لشركة الملاحة الإنجليزية، فاشتكى مدير الشركة إلى المعتمد البريطاني الذي أبلغ السفارة، فتواصلت السفارة مع الحكومة العثمانية. فأصدرت الحكومة أمرها إلى ناصر باشا السعدون المقيم يومئذ في الأستانة بأن يرسل إلى من يعتمد عليه في العراق بالقيام بإرجاع المنهوبات، فأرسل إلى ابنه فالح السعدون والذي كلف بدوره ابن عمه سعدون. فذهب سعدون إلى عشيرة المياح فطالبها بإعادة جميع ما سلبته بعد أن هددها ببطش الحكومة إذا غضبت. فأسلمته المنهوبات فأخذها فأعادها إلى الشركة، فسرت الحكومة بذلك فكافأت سعدون بيك برتبة باشا وميرميران

### مساهمته في تمرد 1881
شارك سعدون في تمرد أبيه الشيخ منصور باشا السعدون ضد حكومة بغداد العثمانية، إلا أنه انهزم أمام الجيش العثماني. وسيق الشيخ منصور باشا مخفورًا إلى بغداد حيث توفي فيها. أما ماتبقى من الجيش المتمرد فقد انسحبوا مع عوائلهم إلى بر الشامية بقيادة فالح السعدون وسعدون بن منصور حيث بقوا فيها لمدة شهرين، حتى وردتهم أنباء بأن الأمير محمد بن رشيد أمير حائل ينوي غزوهم بعد أن علم بأن لدى آل السعدون نقودًا وأموالا جمة سهلة السلب، فتركوا تلك المناطق وتوجهوا إلى الحويزة وقيل المحمرة حيث نزلوا بجوار الشيخ مزعل بن جابر الكعبي أمير عربستان، فأكرم مثواهم وظلوا عنده مدة سنتين حتى سنة 1884م عندما بدأ مزعل المرداو وساطته مع بغداد من أجل عودة المنتفق إلى ديارهم، وهي وساطة تكللت بالنجاح. فعاد الأمراء السعدونيون إلى ديارهم مواطنين عاديين دون العودة إلى الإمارة السابقة التي ألغيت وألحقت أراضيها ومسؤولياتها ببغداد والبصرة. فكانت عودة فالح الناصر محبطة، إذ عاد يائساً من استعادة مشيخته المفقودة، فقرر ومن أيده من قبائل الاستقرار شرق الفرات بما يعرف بالجزيرة، في حين تمرد سعدون المنصور وترك الزراعة وقرر الخروج والاستقرار في بادية السماوة المجاورة للمنتفق مع قبائل المنتفق البدوية التي انضمت إليه.

## حكمه
لما عاد آل سعدون ومن معهم من المنتفق من الحويزة أو المحمرة إلى الشامية، وكان ذلك سنة 1301هـ/1884م، ومن ضمنهم سعدون باشا بن منصور الذي نزل في موضع يقال له «شط الكار» -وهو متوسط بين الناصرية والشطرة والسماوة، حيث شرع يشتغل بالزراعة في ملك له هناك. حتى كان أواخر سنة 1891م عندما حاولت بعض عشائر المنتفق الكبيرة استعادة دورها ومكانتها مثل عشيرتي الظفير والبدور، اللتان حاولتا استرجاع هيبة القبيلة السابقة، وجمع أهلها إلى الاتحاد تحت راية المنتفق لحمايتهم من الغزاة. فبادرتا إلى فالح باشا السعدون أن يتصدر القيادة، ولكن طبيعة الرجل وتكوينه وانصرافه إلى العبادة والصلاة دفعته إلى الاعتذار عن تبوء تلك المهمة، فاتجهوا إلى ابن عمه سعدون المنصور. وكان ذلك الاختيار أشبه بطاقة حبيسة أطلق لها العنان، ومن المهم أن نذكر أن كلا من فالح باشا وسعدون باشا قد اتخذا موقفا متباينًا مع الدولة العثمانية، وتبع كليهما قسم من العشائر، فقد كان فالح يفضل الخنوع للدولة ويؤثر مسالمتها، فأطلق عليه وعلى أتباعه التيار المتعثمن. أما سعدون فقد كان ثائرًا محاولا الاستقلال، وكانت العشائر ترى فيه مثالا قويًا لشيوخ آل سعدون السابقين. إلا أن السلطة العثمانية لم تعترف بأي منهما أن يكون شيخًا للمنتفق كما كان الأمر في عهد أسلافهما. وبحلول نهاية القرن 13 هجري/الربع الأخير من القرن 19م كان فالح باشا متزعمًا لعشائر المنتفق الريفية، اما عشائر المنتفق البدوية فقد آلت إلى سعدون باشا.

### نفوذه وتمدده
بدأ سعدون يشن الغارات فارضًا هيبته على العشائر القاطنة من هيت إلى الكويت. وفي «شط الكار» عزز موقفه أن مالك الأرض هو فالح باشا الذي أعطاه وكالة عليها، فوجوده هناك قد أوقعه في تماسات مع من سبقه في استغلال الأرض دون تفويض، لذلك فقد دخل سنة 1896م في قتال مع ياسر الياسري بشأن التزام أعشار شط الكار في الأراضي المعروفة باسم «الليفة واللويفة»، وقد انتصر عليهم مؤكدا قوته وسطوته. وفي سنة 1897م دخل سعدون في معركة مع عشائر البدير حول السيطرة على أرضي «الخرخرة» التي أوكل له صاحب الأرض ابن عمه فالح باشا إدارتها. إلا أن عشائر آل بدير رفضت التوكيل واعتمدت على قوتها لمواجهة سعدون عما نوى عليه، فاندلعت معركة خسر فيها آل بدير أرض الخرخرة التي أجلاهم عنها، وأقام فيها قلعة كبيرة أسكن فيها بعض جنوده ومأموريه. ولكن بعد مرور عام على الواقعة، حشد آل بدير ومعهم اسناد من الدولة وطردوا أتباع وجنود المنتفق في معركة لم يشارك فيها سعدون باشا أو جيشه الأساسي. ثم بدأت علاقة سعدون بالسلطة بالتوتر، فقرر العودة إلى الصحراء الشامية سنة 1316هـ/1898م وجعل مقره في موقع يسمى «شقرا» وأنشأ فيها قصرًا له حيث مارس نشاطًا واسعًا لفرض نفوذه وسطوته، فهابته العشائر وخضعت له البادية من حدود النجف إلى حدود الكويت، وفرض الخراج على الرعاة وبعض العشائر. ولما استفحل أمره بدأ بشن الغارات من حدود سوريا شمالاً إلى أطراف نجد جنوبًا.

## نزاعه مع عبد العزيز بن رشيد
بدأ جليًا في ذلك الوقت أن أهم قوتين عسكريتين إقليميًا هما: المنتفق وإمارة حائل، أما الشيخ مبارك الصباح فقد كان يجلس على صفيح مليء بالزئبق من خلال نقل تحالفاته بين الأضداد خلال ساعات مشكلاً منطقة عازلة يمكن أن تؤثر في مجرى الأحداث. وقد دفعت الظروف مبارك الصباح أن يخلق تحالفًا مع سعدون باشا وعبد الرحمن ابن سعود ليكون موجها ضد إمارة حائل.

### الخميسية
في سنة 1899م أغار سعدون على عشائر شمر الموجودة حول البغيلة («النعمانية» حاليا في محافظة واسط)، فأخذ منهم جميع الأنعام، وكان عليهم الشيخ «وادي العلي» الذي لجأ إلى أمير حائل عبدالعزيز المتعب يشكو سعدون بن منصور عنده، فأقسم ابن رشيد على غزو ديار المنتفق ويطارد سعدون بن منصور حتى يبلغ هور الخميسية ويركب المشحوف ويشاهد الجاموس. فجرى الكر والفر والغارات بين جيش سعدون وبين جيش ابن رشيد من حفر الباطن إلى الخميسية بلواء المنتفق، فتقهقر وتراجع سعدون إلى أن وصلت خيل ابن رشيد مدينة الخميسية ودخلها بأكثر من 6000 مسلح من أتباعه في جمادى الأولى 1317هـ/نيسان-أبريل 1899م وبقي فيها عدة أيام أوفى فيها حاكم المدينة الشيخ «عبد الله الخميس» قسم الأمير فأعد له مشحوفًا أنيقا على حافة الهور ليركبه، وأحضر جاموسة سوداء ليراها ابن رشيد. وعزم ابن رشيد على الخروج في اليوم التالي، ولكن أتاه النذير بعد الغروب بأن سعدون أقبل بجميع عشائر بني حجيم وعشائر الشامية، وأنه سيداهم الخميسية الليلة، فأمر ابن رشيد جيشه بالاستعداد للدفاع عن انفسهم. فاختلى ابن خميس به وطلب منه بكل أدب حقن دماء الأهالي والخروج، فوافق ابن رشيد على ذلك شرط خروجه بسلام وعدم تدخل القبائل القريبة وأن يظلوا في أماكنهم حتى انسحابه وخروج إلى البادية. فجرى إرسال الرسل إلى سعدون وطلب منه التريث والتأني لتمكين ابن رشيد من الانسحاب وإخلاء بلدة الخميسية. وفي الصباح تأكد لإبن رشيد الأمان لمؤخرة جيشه، وعلم بتريث سعدون وتباطئه في الهجوم، فانسحب من الخميسية في مساء ذلك اليوم وغادرها بجميع من كان معه عائدًا إلى حائل.

### تهديد قوافل ابن رشيد
في 20 أيلول/سبتمبر 1900م جرى تحالف بين الشيخ مبارك والأمير عبد الرحمن بن سعود مع تلقيهما وعد من شيخ المنتفق سعدون لضرب الأمير عبد العزيز المتعب. ولم يكن هناك خلاف قوي بين ابن رشيد وبين سعدون باشا في بداية حكمه، لذلك فقد أرسل ابن عمه «سالم بن حمود الرشيد» إلى سعدون يطلب منه البقاء على الحياد وعدم الانسياق لأوامر مبارك الصباح، إلا أنه رفض ذلك الطلب لأسباب النخوة والفروسية، وليس لأسباب السياسة ومتطلبات الحرب. فهو عقد اتفاقا بالصداقة والود مع ابن صباح وابن سعود، فلا يمكنه نقض الاتفاق. وهناك رأي آخر يذكر بأن تحالف سعدون مع مبارك كان تحت تأثير حاجة سعدون إلى السلاح والمال، وأن هذا التحالف لا يخلو من النكاية بالدولة العثمانية، وبعبارة اخرى فإن سعدون كان يرى الحرب مع ابن رشيد ممكن أن يحرك قضية المنتفك ويذكر الحكومة بحقوقهم المسلوبة.
وفي تشرين الأول/أكتوبر 1900م وصلت الأخبار إلى قيادة الجيش السادس بأن الشيخ سعدون سيهاجم قافلة الحدرة لابن رشيد قادمة من السماوة، وقد تمكن من الوصول إليها بستة آلاف مقاتل واستولى عليها قبل أن يصل الأمير ابن رشيد لحمايتها أواخر الشهر، وهرب بالمنهوبات إلى «المهرية» في الصحراء، وكان هذا الهجوم جزءا من خطة الحرب العامة التي وضعها مبارك وحلفاؤه. فرد ابن رشيد على ذلك بمناورة عسكرية هدفها ضرب خصومه كلا على حدة، فقرر إنهاء سعدون في البداية ليقضي على أقوى حلفاء مبارك وليحمي خطوط تموينه جنوب العراق، وبعد أن وردت إليه أسلحة كثيرة من الحكومة شدت من عزمه، فتظاهر بالهجوم على الكويت بجيش جرار، فأخذ مبارك يحشد جيشه في الجهرة استعدادًا لملاقاته. ولكنه باغت في الثاني من رجب 1318هـ/25 تشرين الأول-أكتوبر 1900م بخمسة وعشرين ألفًا مقاتل الشيخَ سعدونَ وحلفاءَهُ من قبيلة الظفير غربي سوق الشيوخ، فانهزموا شر هزيمة، وفر أكثرهم إلى نواحي الزبير، واستولى على مابين 10,000-12,000 من الجمال، وتمكن من تكبيل ثلاثة من شيوخ الظفير وأخذهم معه إلى الخميسية. أما سعدون نفسه فقد أرغم على عبور الفرات إلى داخل العراق وأرسل إلى مبارك يستنجده على الأمير عبد العزيز بن رشيد، وكان مبارك حينها مقيمًا في الجهرة على رأس جيشه منتظرًا قدوم جيش ابن رشيد من غزو المنتفق. ولما ورده كتاب سعدون باشا، أوعز بتاريخ 10 رجب 1318هـ/2 تشرين الثاني/نوفمبر 1900 إلى الجيش الذي يقوده أخوه حمود وابنه سالم بالمسير إلى السماوة عن طريق جريشان، وسار هو ومعه عبد العزيز آل سعود بجيش آخر عن طريق الزبير، وترك جزءا من جيشه في الجهرة والصبيحية تحسبًا من هجوم لابن رشيد عليهم. وقد استفسرت الحكومة بشأن الحادث، فأجابها ابن رشيد أنه قام بتلك الخطوة عقابًا لسعدون على عمليات السلب والنهب المتكررة على أملاك شمر.
جمع سعدون على عجل جزءًا من محاربيه وفرسانه ولحق بابن رشيد الذي لم يتعود على خوض المعارك في مناطق المستنقعات، وهاجمه وأجبره على التقهقر إلى واحة حنيق. وبعدها التقى مبارك مع سعدون في الخميسية يوم 14 تشرين الثاني-نوفمبر 1900م فتحرك مبارك جهة الجنوب الشرقي وسعدون باشا جهة الفرات لتوجيه ضربة قوية على ابن رشيد الذي أسرع بالانسحاب إلى منطقة السماوة في مكان يبعد ست ساعات شمال الناصرية، ومنها أرسل برقية إلى السلطان عبد الحميد اتهم فيها مبارك وسعدون باشا وأيضا محسن باشا والي البصرة بافتعال ذلك النزاع. فبينما كانت المفاوضات تجري مع الأستانة، فإن الأطراف قد حشدت قواتها وبنت تحصيناتها بطريقة محمومة، فغادرت بغداد أواسط نوفمبر قوة مؤلفة من اكثر من 2000 جندي مسلحين بالمدفعية بقيادة اللواء محمد الداغستاني إلى منطقة النزاع في الناصرية بالقرب من معسكر ابن رشيد لمنع تجدد القتال واتساعه. ثم وصل أمر سلطاني للجميع بالانسحاب إلى ديارهم، فعاد مبارك إلى الكويت وابن رشيد إلى حائل.
من أهم نتائج تلك المعركة هو تخلي بعض حلفاء سعدون من الظفير عنه، فقد عفى ابن رشيد عنهم بسبب شفاعة سليمان الغملاس -أحد وجهاء الزبير-، ولم يشترك منهم مع سعدون في معركة الصريف سوى ابن حلاف وابن ضويحي. وقد وضعت الهزيمة في الخميسية سعدون في وضع خطير عسكريًا، بحيث اتضح أنه لا يمكنه مواجهة ابن رشيد منفردًا دون مساعدة من حليفه مبارك الصباح.

## الصريف
انضم سعدون باشا لمعسكر الشيخ مبارك في حملة الصريف قرب بريدة يوم 17 ذي القعدة 1318هـ/8 آذار/مارس 1901م أي قبل المعركة بعشرة أيام. وساهم معه أبنائه الثلاثة (عجمي وثامر وحمد) وخالهم ابن سبت وأخيه عبد الله وابنه حمود بن عبد الله. وكان موقفه القوي والحماسي دافعه الرغبة في الانتقام من ابن رشيد بعد تلقيه ضربات موجعة منه، بالإضافة إلى حرصه على رد الجميل إلى الشيخ مبارك الذي سانده بالرجال لتخفيف هجمات ابن رشيد عليه. فقد أرسل إليه مبارك سرًا ألف رجل من البادية بقيادة أخوه حمود الصباح. وقد قيل أن سعدون سار ومعه 100 خيال من الظفير والمنتفق، وذكر القاسمي أن تعداد جيش السعدون 10,000 مقاتل، في حين ذكر محمد آل عبيد بأن السعدون وصل ومعه 500 فارس. ومع ذلك فقد اتفقت المصادر بأن جيش مبارك في الصريف كان كبيرًا، وأن بدو المنتفق كانوا إحدى القوى الضاربة فيه، وأن قبائل الفرات الأدنى مثل الشريفات والجوارين المنضوية تحت تحالف المنتفق قد خاضت غمار الصريف بقيادة الشيخ سعدون.
أسفرت معركة الصريف التي جرت يوم 26 ذي القعدة 1318هـ/17 آذار/مارس 1900م عن هزيمة نكراء لمبارك وحلفائه، وقتل منهم عددًا كبيرًا، وقتل من السعدون عبد الله السعدون وابنه حمود، وكانت إبل سعدون من المغانم التي استولى عليها عبد العزيز بن رشيد، واضطر سعدون للتقهقر والانسحاب إلى الكويت في الوقت الذي سرت فيه شائعات حول مقتله تناقلتها الدوائر العثمانية كما هو الحال مع مبارك.

## في الكويت
في سنة 1903م غضب العثمانيون على سعدون باشا وشددوا عليه الخناق، فاضطر إلى الرحيل مع عياله إلى الكويت، وخيم في فنيطيس جنوب الكويت، وطلب الحماية من الشيخ مبارك لأهله وأمواله، فأجابه الشيخ مبارك لذلك. فصار يشن الغارة تلو الغارة على أطراف البصرة، حتى شملت غاراته القرى والنواحي المجاورة للبصرة، وظل مستمرا على تلك الحالة حتى توسط له السيد طالب النقيب عند  الدولة العثمانية، وحصل له على عفو من السلطان عبد الحميد سنة 1904م. ولم تكن تحركاته وتحرشاته بالدولة العثمانية حول حدود البصرة فقط، إنما اختلف مع جماعة من بدو المنتفق «قبيلة الظفير» مما أدى إلى سفك دماء ونهب أموال، وأوشك أن يقتل سعدون نفسه لولا تدخل السيد طالب النقيب في الأمر مرة أخرى.

## الملاحظات
1. ↑  وصف الكرملي في مجلة لغة العرب الشيخ سعدون وصفا دقيقًا في لباسه وحركاته ومجلسه. وللمزيد راجع لغة العرب، السنة الثانية، ج 11،  جمادى الآخرة 1331هـ. ص:508
2. ↑  يطلق العراقيون على كل الأراضي الواقعة غرب الفرات والممتدة باتجاه الشام تعبير الشامية.[14]
3. ↑  قال معن العجلي في كتابه (الخميسية وما حولها) إن الشيخ محمد بن خليفة النبهاني الذي ذكرَ وقعة الخميسية تل اللحم) وذكر معركة تل جبارة بين عبد العزيز الرشيد وسعدون باشا "كان واسع الخيال في اختراع ما لم يقع من الحوادث...وإلا فإن وقعة الخميسية ووقعة (تل جبارة) معركتان قد وقعتا في خيال النبهاني وحده ولم يكن لهما أثر على واقع التاريخ وعندما كنتُ أدوّن أخبار هذه الحوادث وأنا شاب في أول العمر لم أسمع بهاتين المعركتين من أفواه المشايخ السعدونيين ولا من المعنيين بكتابة أمثال هذه الحوادث".[25]